# Йоанис Кисонергис
Йоа̀нис Кисонѐргис (на гръцки: Ιωάννης Κισσονέργης; на английски: Ioannis Kissonerghis и Ioannis Kissonergis) е считан за един от бащите на кипърската академична живопис, живял по време на английската окупация на острова. Творчеството му е вдъхновено от работите на гръцките художници от 19 век Никифорос Литрас и Николаос Гизис, които са представители на Мюнхенската живописна школа. В продължение на половин век художникът запазва интереса си към едни и същи теми, разработвани в картините му – пейзажи, исторически обекти, сгради и сцени от обикновения живот на хората. Той е първият, който изобразява съвременен Кипър, като по този начин поставя основите на модерната кипърска живопис и воюва за правото ѝ да бъде значим фактор в културния живот на острова. Макар и по-неизвестни, но представляващи също такъв интерес, са картините, рисувани в Южна Африка през последното десетилетие от живота му.

## Биография
Йоанис Кисонергис е роден през 1889 година в Никозия и е отраснал в семейство на интелигенти с родители Ефтимия и Периклис Кисонергис, брат Кипрос и сестри Ана и Калиопи.
През 1907 година завършва Общокипърската гимназия в Никозия и заминава за Атина, където в продължение на 3 години учи медицина. По време на Балканската война работи като лекар доброволец към Червения кръст в Солун. След края на войната напуска медицинския институт и решава да се посвети на живописта. В продължение на година и половина посещава уроците по рисуване във Факултета по изящни изкуства към Техническия университет в Атина, където му преподават Литрас и Гизис. Налага му се обаче да прекъсне обучението си и да се върне в Кипър, тъй като заболява от туберкулоза.
През 1916 година за първи път в Общокипърската гимназия се въвежда обучение по изобразително изкуство и Кисонергис е назначен като преподавател. Един от неговите ученици е Адамантиос Диамантис, който по-късно става един от най-известните кипърски художници. През 1925 година се жени за Катина от град Ризокарпасо, който в наше време се намира в турската част на Кипър. Двамата имат една дъщеря Ирула.
Десет години по-късно, през 1935 той е принуден да подаде оставка от Общокипърската гимназия, тъй като правителството въвежда изискването учителите да имат висше образование. Една година след това е назначен като преподавател в английското училище в Никозия и остава там до 1952.
Кисонергис показва свои творби за първи път на Първата кипърска художествена изложба, организирана от британския губернатор на Кипър през 1931 година. Втора негова изложба е организирана чак през 1952 година. На следващата година той емигрира заедно със семейството си в Южна Африка и никога повече не се завръща в Кипър. Умира през януари 1963 в Йоханесбург.

## Творчество
Творчеството на Кисонергис се развива в продължение на половин век, голямата част от който той прекарва в Кипър. Визуалното му изразяване е формирано от наученото от преподавателите във Факултета по изящни изкуства. Особено силно влияние върху творбите му оказват Никифорос Литрас и Николаос Гизис, които се придържат към реалистичното изображение на обектите с подчертано характерни цветови гами. Кисонергис създава главно пейзажи и жанрови картини от градския и селски живот. Освен това рисува портрети, натюрморти, голи тела, митологични и исторически сцени. Художникът обиква родния град на жена си и неговите хора и това е причината част от картините му да са посветени именно на тях. За това свидетелстват работите му в един скицник от 1918 година, където той с любов рисува къщите в града и женски фигури в традиционни носии от региона.
Предпочитаните от него материали са акварел, масло, молив и туш, като изявява пристрастеност към рисунките с акварел, които смята за своите най-добри произведения. Повечето от пейзажите му са работени с акварел и са от различни части на Кипър – градски, селски, планински или морски. Въпреки че са доста описателни, те са и много поетични, характерни със своя лиризъм и дълбока чувствителност.
Кисонергис е първият кипърски художник, който създава произведения с художествена стойност, показващи уникалния фолклор на острова и които представляват исторически свидетелства за живота и нравите на обществото там. Такива са картините от Свети Лука, Никозия, Кирения и други. Кисонерис показва голям талант и в рисуването на преносими икони и стенописи.